# Salvador de Oreamuno y Muñoz de la Trinidad
Salvador de Oreamuno y Muñoz de la Trinidad (Cartago, Costa Rica, 13 de marzo de 1769 – m. Cartago, Costa Rica, 13 de agosto de 1844) fue un político costarricense, firmante del Acta de Independencia de Costa Rica en 1821.

## Datos familiares y personales
Fue hijo de José Antonio de Oreamuno y García de Estrada, teniente de gobernador de Costa Rica en 1789, y María de la Encarnación Muñoz de la Trinidad y Arburola. Fue bautizado con el nombre de Salvador de Jesús. Hermano suyo fue el capitán don Joaquín de Oreamuno y Muñoz de la Trinidad (1755-1827), quien como comandante general de las armas gobernó Costa Rica del 29 de marzo al 5 de abril de 1823.
Casó en Cartago el 27 de junio de 1806 con doña Juana Francisca García y Sáenz, hija de don Benito García y Muñoz y doña Vicenta Sáenz y Madriz (tataranieta del gobernador español Juan Francisco Sáenz Vázquez de Quintanilla). No tuvieron sucesión.
Se dedicó principalmente a actividades agropecuarias y comerciales. En las milicias de Costa Rica alcanzó el grado de capitán.

## Actividades políticas
Fue alcalde segundo de la ciudad de Cartago en 1801, alcalde segundo en 1819 y regidor en 1820, 
En 1821 fue elegido como alcalde constitucional de segundo voto de la ciudad de Cartago, en cuya condición firmó el 29 de octubre de ese año el Acta de Independencia de Costa Rica.
En 1822 fue regidor del Ayuntamiento de Cartago.  
Fue partidario de la anexión de Costa Rica al Imperio Mexicano de don Agustín I. Participó en el golpe militar que el 29 de marzo de 1823 llevó a su hermano Joaquín de Oreamuno al poder y en la Guerra Civil de abril de 1823. Debido a esto fue arrestado y condenado a confinamiento, aunque posteriormente se le indultó.